# Temple (Georgia)
Temple è una città degli Stati Uniti d'America, situata in Georgia, nella Contea di Carroll e in parte nella Contea di Haralson.